# الأمير دانيال دوق فسترغوتلاند
الأمير دانيال دوق واسترغوتلاند (بالسويدية: Prins Daniel)‏ (15 سبتمبر 1973 -)، زوج ولية العهد في السويد الأميرة فيكتوريا.

## الزواج
في 19 يونيو 2010 تزوج من ولية العهد في السويد الأميرة فيكتوريا بعد قصة حب دامت ثمانية سنوات، واجها خلالها رفض والدها الملك كارل السادس عشر غوستاف لهذا الزواج وذلك لأنه لا ينتمي لأسرة ملكية أو نبيلة، حيث أنه ينتمي لعامة الشعب. وبعد الزواج أعطي لقب دوق واسترغوتلاند، في حين أطلق عليه الملك كارل السادس عشر غوستاف لقب فارس سيرافيم.
وقد أنجبا:
- الأميرة أستل (مواليد 23 فبراير 2012 [5]).
- الأمير أوسكار (مواليد 2 مارس 2016) .

## روابط خارجية
- الأمير دانيال دوق فسترغوتلاند على موقع IMDb (الإنجليزية)